# 假毛被黄堇
假毛被黄堇（学名：Corydalis hebephylla var. glabrescens）为罂粟科紫堇属下的一个变种。

## 扩展阅读
- 維基物種上的相關：假毛被黄堇